# 尤希姆·兹维亚希尔斯基
尤希姆·列昂尼多维奇·兹维亚希尔斯基（烏克蘭語：Юхим Леонідович Звягільський，羅馬化：Yukhym Leonidovych Zviahilskyi，1933年2月20日—2021年11月6日），乌克兰政治家。
他是乌克兰最高拉达议员中唯一在八次选举中当选的议员（从1990年直至他未参加2019年烏克蘭議會選舉）。1993至1994年间，兹维亚希尔斯基担任第一副总理及代理总理。